# Filtrum

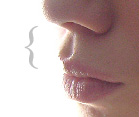
Filtrumul uman

Filtrumul (Philtrum) sau șanțul subnazal la om este o depresiune mediană verticală pe suprafața buzei superioare, care coboară sub septul nazal și se termină în jos prin tuberculul buzei superioare (Tuberculum labii superioris). De o parte și de alta a filtrumului se întind două suprafețe triunghiulare, cu vârful în afară, acoperite la bărbați de mustăți.